# Manduca zischkai
Manduca zischkai är en fjärilsart som beskrevs av Kernbach 1952. Manduca zischkai ingår i släktet Manduca och familjen svärmare. Inga underarter finns listade i Catalogue of Life.